# Mesothuria gargantua
Mesothuria gargantua is een zeekomkommer uit de familie Mesothuriidae.
De wetenschappelijke naam van de soort werd in 1930 gepubliceerd door Elisabeth Deichmann.